# 스위칭 회로 이론
스위칭 회로 이론(switching circuit theory)은 최적화된 스위치의 네트워크 속성을 수학적으로 연구한 이론이다. 이러한 네트워크들은 조합 논리에 속할 수 있으며 여기서 출력 상태는 입력의 현재 상태의 한 기능일 뿐이다. 아니면, 순차적 요소를 포함할 수도 있는데 여기서 현재 상태는 현재 상태와 과거 상태에 의존한다. 이 경우 순차 회로는 과거 상태의 "기억"을 포함하는 것으로 간주된다. 중요한 등급의 순차 회로는 상태 기계이다. 스위칭 회로 이론은 전화 시스템, 컴퓨터, 그리고 그와 유사한 시스템들의 설계에 적용할 수 있다. 스위칭 회로 이론은 현대 기술의 거의 모든 분야에서 디지털 시스템 설계의 수학적 토대와 도구들을 제공하였다.
1934년부터 1936년까지 닛폰 전기(NEC)의 엔지니아 나카시마 아키라는 그가 독립적으로 발견한 2가 불 대수가 스위칭 회로의 동작을 기술할 수 있음을 증명하는 일련의 논문을 출판하였다. 그의 논문은 나중에 클로드 섀넌의 1938년 논문 "A Symbolic Analysis of Relay and Switching Circuits"에 인용되어 자세히 설명되었다. 불 논리의 원칙은 스위치에 적용되며 모든 스위칭 시스템의 분석과 통합을 위한 수학적 도구를 제공한다.

## 같이 보기
- 카노 맵
- 회로 복잡도
- 회선 교환
- 논리 회로
- 콰인-매클러스키 알고리즘
- 전자계전기
- 프로그래머블 로직 컨트롤러

## 내용주
1. 1 2  Radomir S. Stanković, Jaakko Astola (2008), Reprints from the Early Days of Information Sciences: TICSP Series On the Contributions of Akira Nakashima to Switching Theory, TICSP Series #40, Tampere International Center for Signal Processing, en:Tampere University of Technology
2. ↑  History of Research on Switching Theory in Japan, IEEJ Transactions on Fundamentals and Materials, Vol. 124 (2004) No. 8, pp. 720-726, en:Institute of Electrical Engineers of Japan
3. ↑  Switching Theory/Relay Circuit Network Theory/Theory of Logical Mathematics, IPSJ Computer Museum, en:Information Processing Society of Japan
4. 1 2  Radomir S. Stanković (en:University of Niš), Jaakko T. Astola (en:Tampere University of Technology), Mark G. Karpovsky (보스턴 대학교), Some Historical Remarks on Switching Theory, 2007, DOI 10.1.1.66.1248

## 참고 문헌
- Keister, William; Ritchie, Alistair E.; Washburn, Seth H. (1963) [1951]. 《The Design of Switching Circuits》. The Bell Telephone Laboratories Series. Princeton, NJ: D. Van Nostrand Company.
- Caldwell, Samuel H. (1965) [1958]. 《Switching Circuits and Logical Design》. New York: John Wiley & Sons.
- Shannon, C. E. (1938). “A Symbolic Analysis of Relay and Switching Circuits”. 《Trans. AIEE》 57 (12): 713–723. doi:10.1109/T-AIEE.1938.5057767.